# Игуманија Сергија (Петровић)
Сергија (световно Вања Петровић; Лозница, 25. мај 1979) монахиња је Српске православне цркве и старешина Манастира Томића.

## Биографија
Игуманија Сергија (Петровић) рођена је 25. маја 1979. године у Лозници, од честитих и побожних родитеља. Прилико крштења је добила име Вања.
Завршила је Факултет примењених уметности Универзитета уметности у Београду 2013. године. Замонашена је 26. априла 2014. године у Манастиру Томићу код Војске од јеромонаха Николаја (Руменића), с благословом епископа браничевскога Игнатија Мидића добивши монашко име Сергија.
Одлуком епископа браничевскога господина Игнатија постављена је 2005. године за игуманију Манастира Томића где се и данас налази.